# Aranyosszék

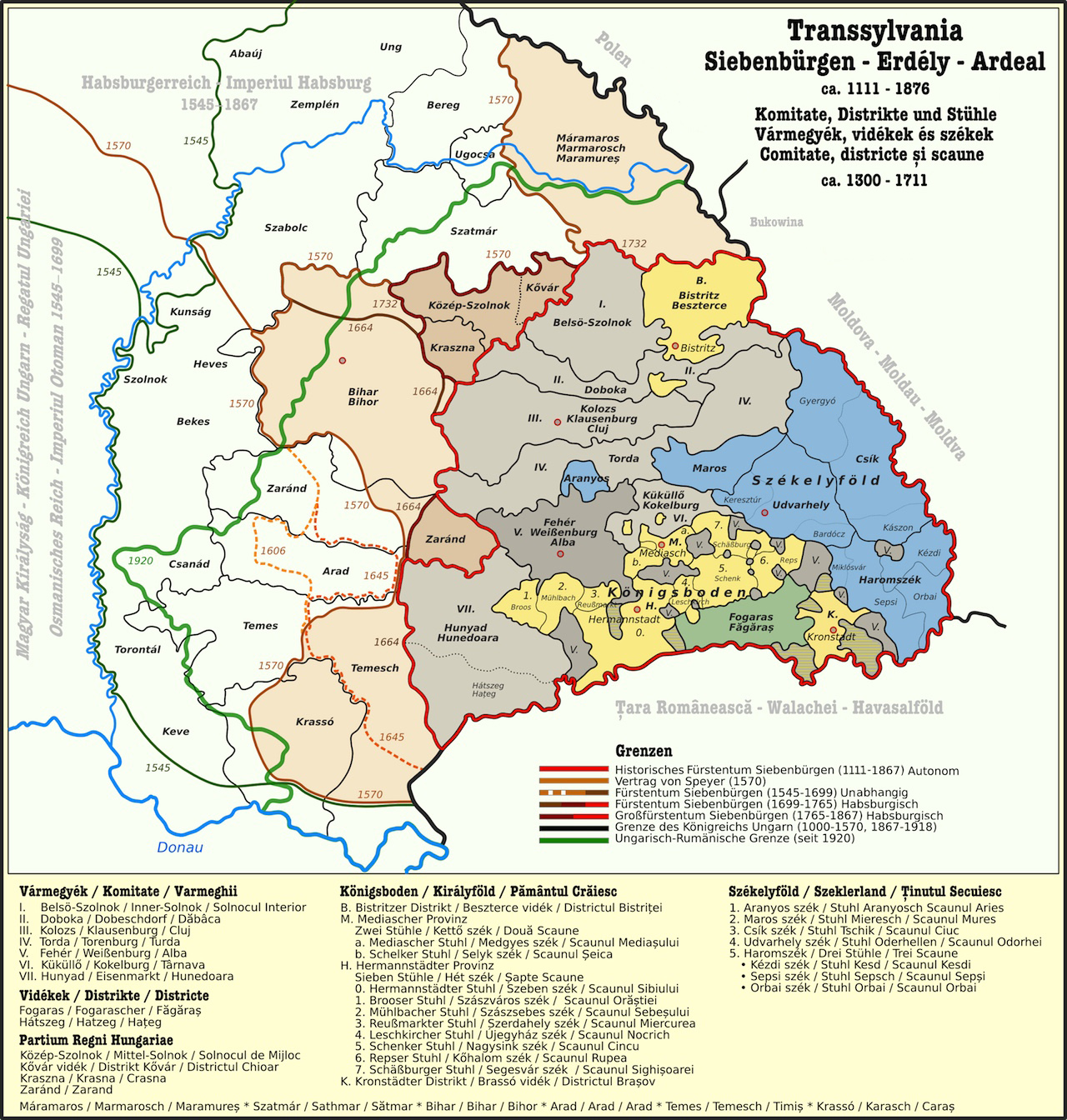
Aranyosszék (mittig in blau) auf einer Karte Siebenbürgens

Aranyosszék war eine Verwaltungseinheit (Stuhl, ung. Szék) der Székler im westlichen Zentrum Siebenbürgens. Verwaltungssitz war Felvinc.
Sie wurde 1876 im Zuge der Komitatsreform in das Komitat Torda-Aranyos eingegliedert.

## Beschreibung
Aranyosszék war eine Exklave des Szeklerlands und grenzte im Norden an das Komitat Torda und im Süden an das Komitat Fehér; durch eine Gebietsreform ab 1765 an das Komitat Alsó-Fehér. Das Gebiet wurde vom namensgebenden Fluss Aranyos sowie vom Maros durchflossen.
Der Stuhl hatte 1869 19.680 Einwohner auf einer Fläche von 350 km². Es bestand folgende Verwaltungsgliederung:
| Stuhlbezirk  | Verwaltungssitz                         |
| ------------ | --------------------------------------- |
| Bezirk Alsó  | Felvinc, heute Unirea                   |
| Bezirk Felső | Csegez, heute Pietroasa in Moldovenești |